# Microsoft Flight Simulator
Microsoft Flight Simulator (eller MSFS och FS) är ett flygsimuleringsprogram för Microsoft Windows , Xbox One marknadsfört och ofta betraktat som ett datorspel.
De hobbyister som använder flygsimulatorer, till exempel Microsoft Flight Simulator på sina persondatorer för att simulera flygning i luftfarkoster, kallar sig för flygsimmare (från engelskans Flight Simmer).
Som en av de mest välkända och mest omfattande flygsimulatorprogrammen för hemmabruk, var MSFS en av de tidiga produkterna i Microsofts produktportfölj - olikt företagens andra program vilka i stort sett alla var affärs- och nyttoorienterade.
Bruce Artwick utvecklade flygsimuleringsprogram med början år 1977 och hans företag, subLOGIC sålde dem för olika persondatormodeller. År 1982 gav Artwicks företag Microsoft licens för en version av Flight Simulator för IBM PC, vilken kom att marknadsföras som Microsoft Flight Simulator 1.0. Bill Gates hade fascinerats av Antoine de Saint-Exupérys bok The Night Flight (på svenska Nattflygning, 1931) vilken mycket detaljerat berättade om upplevelsen av att flyga ett litet flygplan.
I januari 2009 meddelade Microsoft att man lägger ner utvecklingen av Flight Simulator-programmet som ett led i en stor besparing orsakat av finanskrisen. Flertalet av de omkring 100 anställda på företaget Aces Studio som hade ansvaret för programutvecklingen sades upp.
I augusti 2010 meddelade Microsoft att man startat utvecklingen av Microsoft Flight som kommer att vara en fortsättning på Flight Simulator. Det nya spelet sägs fokusera mer på nybörjare men att den fortfarande kommer att hålla den realism som många FS-fans är bekanta med. Microsoft Flight utvecklas internt av Microsoft med några av de ex-ACES Studio medlemmar.
I januari 2011 meddelade Microsoft att spelet bara skulle vara kompatibel med Windows Vista, Windows Server och Windows 7.

## Civil flygsimulator
Det har funnits olika slags program för att simulera flygning på marknaden nästan lika länge som det funnits hemdatorer. Dessa kan delas upp i två huvudkategorier:
- Datorspel: Dessa simulerar ofta militära, historiska, nutida verkliga eller rent fiktiva stridsflygplan eller -helikoptrar. Målet i spelet är oftast att genomföra stridsuppdrag och att samla poäng och att undvika att bli nerskjuten. Ett exempel på spel i denna kategori är Microsoft Combat Flight Simulator, men det finns och har funnits hundratals andra titlar på marknaden.
- Flygsimulatorer: Programmets målsättning är att så realistiskt som möjligt (som programmets egna begränsningar och användarens hårdvara tillåter) simulera känslan av att flyga det simulerade flygplanet. Målet är inte att samla så många poäng eller utföra vissa i förväg bestämda uppdrag vilket kännetecknar datorspelen. Istället erbjuder flygsimulatorn en miljö för användarna, där dessa på egen hand kan sätta upp sina mål för sin hobby. Dessa mål kan till exempel vara att starta från flygplats A, flyga till och landa på flygplats B i planet X utan att kraschlanda, samt att följa de regler som gäller för civil flygtrafik. Andra mål kan vara att ta fram modelleringar av olika flygplansmodeller och förse dem med så god funktionalitet och vackra estetiska egenskaper som möjligt. Vidare erbjuder multiplayerfunktionaliteten i senare versioner av programmet användarna att koppla upp sig över lokala nätverk (LAN) eller över Internet för att flyga tillsammans under flygledning i realtid. Enligt denna definition är Microsoft Flight Simulator en civil flygsimulator.

I de tidiga versionerna av Microsoft Flight Simulator ingick en enkel speldel, där spelaren flög en Sopwith Camel och skulle utföra luftstridsdueller i första världskrigmiljö. Denna spelfunktion försvann dock i och med version 4 (även om flygplanet Sopwith Camel fanns kvar, nu i en civil veteranflygsversion). Med detta undantag har Microsoft i Flight Simulator fokuserat på civil flygtrafik. De simulerade flygfarkosterna har varierat från allt från små hobby- och allmänflygsflygplan (exempelvis Cessna 172 Skyhawk och Cessna 182 Skylane), via affärsflygplan (till exempel Learjet 45) till stora kommersiella trafikflygplan (som Boeing 747-400 och Boeing 777. Från versionen MSFS98 har även helikoptrar ingått i flottan av luftfarkoster i Microsoft Flight Simulator.

## Användargränssnitt
Allmänt sett kan man säga att utvecklingen hos Microsoft Flight Simulators användargränssnitt har följt och styrts av begränsningarna hos användarnas datorer; ju fler funktioner och finesser som introducerats i programmet, desto kraftfullare datorer har krävts för att dra nytta av dessa och omvänt; ju kraftfullare datorer användarna har, desto fler funktioner kan användaren dra nytta av och desto högre prestanda uppnår man i programmet. Detta avser bland annat processorhastighet, storlek på och snabbhet hos RAM-minnet, kapacitet och snabbhet hos hårddisk- och andra sekundära lagringsenheter (till exempel CD-ROM), prestanda och snabbhet hos video- och ljudkort, samt hastighet hos Internetuppkoppling, med mera. Minimispecifikationen för hårdvarukrav har alltid under Microsoft Flight Simulators historia i realiteten krävt att användarna har datorer med spjutspetsprestanda.

### Grafik
I de tidiga versionerna från subLOGIC satte hårdvaran hos måldatorerna upp gränserna för grafikens kvalitet. Avsaknaden av grafikmöjligheter eller begränsningen hos dem gjorde att bildskärmen visade en rudimentär instrumentpanel och trådgrafik av "landskapet" man flög i. Bilduppdateringsfrekvensen (eng. frame rate) var även usel: cirka 2 bilder per sekund. Vissa datormodeller hade enbart svart/vit bildåtergivning (till exempel Apple Macintosh).
I och med Microsoft Flight Simulator 3.0 (1988)och framåt skedde ett gigantiskt språng ifråga om grafikkvalitet. Den nya standarden EGA för IBM PC/AT och kompatibla datorer innebar högupplösande grafik och snabbare bilduppdateringar än tidigare. Standarderna VGA, SVGA och så vidare har inneburit ännu högre bildkvalitet och prestanda, liksom utvecklingen av olika tekniker för grafikacceleration.
I de moderna versionerna av Microsoft Flight Simulator används grafikrendering av spjutspetskvalitet med fotorealistisk kvalitet. Stöd för att använda flera bildskärmar möjliggör för användarna att ha mer än en vy uppe samtidigt på olika skärmar, vilket gör visst perifert seende möjligt (särskilt viktigt vid landning). Microsoft Flight Simulator har även stöd för tredimensionell grafik genom särskilda 3D-glasögon.

### Ljud
I de tidigaste versionerna var ljudmöjligheterna begränsade till vad som kunde återges i datorernas interna högtalare. I och med att ljudkort blev alltmer standard (i MS-DOS- och Microsoft Windows-baserade datorer) kom ljudet att förbättras radikalt. Från Microsoft Flight Simulator 5.0 (år 1993) infördes digitalt inspelat och bearbetat ljud.
Den nyaste versionen, Microsoft Flight Simulator X (se nedan) erbjuder ljud av surround-kvalitet.

### Kontroll av luftfarkosterna
I tidiga versioner av programmet styrde användaren sitt flygplan med hjälp av tangentbordskommandon. Senare tillkom att vissa funktioner (de primära flygkontrollerna, det vill säga höjd- och skevroder, samt motorpådrag) kunde kontrolleras med hjälp av datormusen. I och med att realismen hos de modellerade flygplanen ökade, skärptes kravet på precision hos kontrollrörelserna från användaren, vilket gjorde tangentbordet otillräckligt. Tredjeparttillverkare lanserade joystickar och stöd lades till i Flight Simulator för dessa. Senare tillkom ytterligare stöd för bland annat flight sticks (rattar liknande dem i verkliga flygplan som reglerar höjd- och skevroder), sidoroderpedaler (ofta med differentiell bromsfunktion) och olika instrument- och kontrollpaneler för navigerings-, radio- och manöverutrustning. Joystickar och flight sticks med force feedback-funktion innebär att små elmotorer, styrda av programmet, efterliknar de krafter en pilot i ett verkligt flygplan känner i roderreglagen (som trycket från de omgivande luftmassorna mot rodren, skakningar vid turbulens och vid sättningen vid landning, vibrationer vid taxning och så vidare).
De flesta av dagens flygsimmare använder en joystick eller flight stick för de primära roderkontrollerna och tangentbordskommandon för motor-, radio-, navigerings- och övriga kontroller. Även om det går att flyga genom att styra flygplanet enbart med hjälp av tangentbordet så underlättar en joystick så pass mycket, att det får anses som ett minimikrav. Ännu sannare blir detta ifråga om flygning av andra luftfarkoster, som till exempel helikoptrar.
Det finns verkliga hobbyentusiaster bland flygsimmarna som byggt en mer eller mindre komplett cockpit med flera bildskärmar, riktiga flygkontroller och instrument som närmar sig kvaliteten hos professionella flygsimulatorer.

### Realism
Högre prestanda hos användarnas datorer har även lett till högre realism ifråga om hur väl simulatorns flygmodell kan motsvara det simulerade planets verkliga flygegenskaper. I de ursprungliga versionerna styrdes flygmodellen av ett 20-tal parametrar; i dagens versioner av flera hundra.

### Multimediainnehåll
Med början från version Microsoft Flight Simulator for Windows 95, som var den första versionen som distribuerades på cd-rom, har simulatorns multimediainnehåll kommit att växa. I tidigare versioner inskränkte sig detta till ren text i form av till exempel korta presentationer av flygplansmodeller med specifikation av data som vikt, mått och så vidare, samt enkla hjälpfunktioner. I Microsoft Flight Simulator 2004: A Century of Flight finns artiklar, videoklipp och en interaktiv uppslagsbok om flygning och flygrelaterade ämnen.

## Historia
Microsoft Flight Simulators historia inleddes med en serie artiklar om datorgrafik, skrivna av Bruce Artwick under år 1976, rörande flygsimulering med hjälp av tredimensionell grafik. Då tidskriftens redaktör berättade för Artwick att prenumeranterna var intresserade av att köpa ett sådant program, grundade Artwick subLOGIC Corporation för att kunna dra kommersiell nytta av sin idé. Till att börja med sålde det nya företaget flygsimulatorer via postorder, men detta ändrades i januari 1980, med lanseringen av Flight Simulator (FS) för Apple II. De följde snart upp detta med versioner för andra system och därifrån följde en utveckling av en långlivad serie av datorflygsimulatorer.

### SubLOGIC:s flygsimulatorer

#### Den första generationen (FS1för Apple II och TRS-80)
- Januari 1980 för Apple II
- Mars 1980 för TRS-80

Den ursprungliga simulatorn hade svartvit trådgrafik och innehöll en mycket begränsad värld, bestående av 36 rutor (i en matris om 6 gånger 6 rutor, motsvarande ungefär ett par hundra kvadratkilometer) och dess simulering var mycket begränsad (med endast ett simulerat flygplan). Trots detta blev det till sist ett av de mest populära tillämpningsprogrammen för Apple II under det tidiga 1980-talet.
Simulatorn porterades senare till TRS-80 model I, vilken hade endast rudimentär grafikkapacitet. För att få plats med simulatorn i TRS-80:ans begränsade minne och bildskärm, fann subLOGIC det nödvändigt att ta bort instrumentpanelen och att minska upplösningen. Flight Simulator för TRS-80 är därför den version som har den enklaste av alla versioner av Flight Simulator.
Senare lanserade subLOGIC uppdaterade versioner av Flight Simulator för både Apple II och TRS-80 på 5,25-tumsdisketter. Uppdateringarna innehöll förbättrad visning av terräng, hjälpmenyer och ett bombsikte.

#### Den andra generationen (FS 2för Apple II, Commodore 64 och Atari 800)
- 1983 för Apple II
- 1984 för Commodore 64 och Atari 800

Med lanseringen av en överlägsen version av Flight Simulator för PC:n, kände subLOGIC visst tryck från sina kunder att bakåtportera dessa förbättringar till de ursprungliga plattformarna, vilket fick subLOGIC att ge ut en ny version som kallades Flight Simulator 2 version 1 for non-IBM compatibles. Denna version, liksom Microsofts utgåva, gjorde sig av med trådgrafiken till förmån för täckande färggrafik och innehöll landskap från den verkliga världen (även om detta begränsades till ett fåtal områden i USA).
Det var även i denna version (FS II) som man introducerade hela tanken på simulatortillägg, även om det inte var i samma form som idag, då subLOGIC införde funktionalitet för att kunna ladda in ytterligare landskap från disketter, varvid det blev möjligt för användarna att flyga virtuellt i sin egen hemtrakt.
Det ska också tilläggas att även om versionerna för de olika systemen hade samma grundläggande funktioner, skilde de sig åt på grund av tekniska begränsningar (till exempel hade versionen för C64:an naturligare färgåtergivning tack vare maskinens större minneskapacitet).

#### Den tredje generationen (FS2för Amiga, Atari ST och Macintosh)
- 1983 för Apple II
- 1984 för Amiga, Atari ST och Macintosh

Även om den fortfarande kallades Flight Simulator II innebar nu versionerna för Amiga och Atari ST ett sådant stort steg framåt att de nu kunde jämföras med Microsoft Flight Simulator 3.0. Andra egenskaper var ett fönstersystem, vilket tillät att flera samtidiga 3D-bilder visades, och (på Amiga- och Atari ST-versionerna) spel via modem. Mac-versionen var liknande, men såldes av Microsoft som Version 1.0 for the Apple Macintosh.

### Microsoft Flight Simulator

#### Flight Simulator 1.0
- Utgiven sent år 1982

Någon gång under 1981-82 köpte Microsoft en licens för att portera simulatorn till IBM PC och kompatibla datorer. Denna version lanserades i november 1982 som Microsoft Flight Simulator 1.00 och erbjöd en förbättrad grafikmotor, varierbar väderlek och tidpunkt på dygnet, samt ett nytt koordinatsystem (vilket användes i alla kommande versioner fram till version 5).
Rykten gör gällande från denna period att Microsoft Flight Simulator 1.0 användes som ett benchmark-program. Det sades att om en dator kunde köra MSFS 1.0 så var den 100 procent MS-DOS-kompatibel; om inte så var den det inte.
I denna version fanns även luftstrids- och växtbesprutningsspel med.

#### Flight Simulator 2.0
- Utgiven år 1984

År 1984 lanserade Microsoft sin version 2 för IBM PC. Denna version skilde sig inte alltför mycket från MSFS1; grafiken var något förbättrad, ett nytt flygplan hade tillkommit i form av Gates Learjet 25, liksom att precisionen i simulering i allmänhet hade förbättrats. Den nya simulatorn utvidgade världsbildens täckning till att omfatta en modell av hela USA, även om dess flygplatser var begränsade till samma områden som i MSFS1.

#### Flight Simulator 3.0
- Utgiven sommaren 1988

Microsoft Flight Simulator 3 förhöjde flygerfarenheten genom att lägga till ytterligare flygplan och flygplatser till det simulerade område som återfanns i MSFS2, liksom förbättrad högupplösningsgrafik (EGA) och andra funktioner man hämtat från versionerna för Amiga- och Atari ST-versionerna.
De fyra simulerade flygplanen var Gates' Learjet 25, Cessna Skylane, Sopwith Camel och ett segelflygplan från Schweizer. Flight Simulator 3 tillät även användaren att anpassa vad som visades på bildskärmen, genom flerfönsterteknik där var och en kunde visa en av flera vyer och kunde flyttas och förändras i storlek. De vyer som stöddes innefattade instrument- och kontrollpanelen, en kartvy och diverse yttre kameravinklar.

#### Flight Simulator 4.0
- Utgiven sent år 1989

Version 4 följde år 1989 och innebar ett flertal förbättringar i jämförelse med MSFS3. Dessa omfattade bland annat förbättrade flygplansmodeller, liksom en uppgraderad modell av Cessna Skylane, AI-trafik och ett grundläggande flygplanskonstruktionsprogram, vilket tillät spelarna att välja mellan flera olika flygplansmodeller, med valet att modifiera ett flertal av simulatorns parametrar, liksom det visuella intrycket. Denna version fanns tillgänglig för både PC och Macintosh.

#### Flight Simulator 5.0
- Utgiven sent år 1993
- Klart förbättrad version, 5.1 år 1995

FS5 var den första versionen i serien som använde fotorealistiska texturer. Detta tillät FS5 att uppnå en mycket högre grad av realism än de tidigare, plattskuggade simulatorerna. Detta gjorde även alla tidigare tilläggsscenerier och -flygplan från tidigare versioner föråldrade, eftersom de skulle ha sett mycket udda ut.
Det landskap som ingick var utvidgat (och omfattade nu delar av Europa). Förbättringar gjordes på de medföljande flygplanens modellering, vädersystemets realism och den artificiella intelligensen. Koordinatsystemet som införts i FS1 var förbättrat.
De tydligaste förbättringarna innefattade användning av digitalt inspelat ljud för ljudeffekterna, skräddarsydd cockpit för varje flygplan (tidigare versioner hade delat en cockpit som var lätt modifierad för alla flygplan), samt (naturligtvis) bättre grafik.
Det tog ungefär ett år för tilläggsutvecklarna att förstå sig på den nya motorn, men då de väl gjorde det, var de inte endast i stånd att skapa nya landskap, utan även nya verktyg såsom Flightshop som gjorde det möjligt för användare att skapa nya objekt.

#### Flight Simulator for Microsoft Windows 95
- Utgiven i mitten av 1996

Då Windows 95 lanserades utvecklades en ny version för denna plattform. Även om denna version var mer eller mindre en portering av DOS-versionen (FS5.1) innebar den en oerhörd förbättring ifråga om antal visade bilder per sekund (eng. frame-rate), bättre skuggning och ytterligare landskap och flygplan.

#### Flight Simulator 98
- Utgiven i mitten av 1997

FS98 kan betraktas som en "service release" med mindre förbättringar, med ett viktigt undantag: Simulatorn innehöll från denna version en helikoptersimulering, vilket möjliggjorde att helikoptrar nu kunde simuleras, liksom ett förbättrat gränssnitt för att lägga till nya flygplan, landskap och ljud.

#### Flight Simulator 2000
- Utgiven sent år 1999

FS2000 lanserades som en viktig förbättring av de tidigare versionerna och erbjöds även i två versioner; en version för "normalanvändarna" och en "professional" version med ytterligare flygplan. Även om många användare hyste höga förväntningar då denna version anlände, blev många besvikna när de upptäckte att simulatorn krävde högklassig hårdvara. Minimikravet som angavs var en 166 MHz Pentium-dator, fastän en 400-500 MHz ansågs nödvändig för att uppnå en jämn bilduppdateringsfrekvens.
Denna version introducerade även tredimensionell markelevering, vilket gjorde det möjligt att anpassa höjden för varje ruta i landskapet; på så vis gjordes det mesta av allt tidigare landskap föråldrat (eftersom det inte stödde denna funktion). En GPS-mottagare fanns även tillagt, vilket möjliggjorde mer realistiskt användande av simulatorn.

#### Flight Simulator 2002
- Utgiven sent år 2001

FS2002 var mycket förbättrad i förhållande till tidigare versioner. Förutom förbättrad grafik infördes i FS2002 ATC och AI-trafik. Användarna kunde nu flyga omkring bland datorstyrda flygplan och kommunicera med flygplatser. FS2002 var även först med att presentera Boeing 747-400 bland de flygplan som ingick som standard.

#### Flight Simulator 2004: A Century of Flight
Flight Simulator 2004: A Century of Flight, även kallad FS9 var i stort sett en förbättrad version av FS2002. FS2004 såldes med ett flertal historiska flygplan såsom bröderna Wrights The Flyer och Douglas DC-3 för att fira hundraårsminnet av den första motoriserade flygningen. Den innehöll en förbättrad vädermotor, vilken visade verkligt tredimensionella moln och lokal nederbörd för första gången. Vädermotorn tillät även användarna att ladda ner väderinformation från väderstationer, vilket möjliggjorde att användarna kunde flyga i samma väder som i den verkliga världen.

#### Flight Simulator X
- Lanserades i december 2006

FSX är den tionde versionen i Flight Simulator-serien. Den är mer grafikkrävande än de tidigare versionerna. Den innehåller nya högupplösta bilder av marken för en mer realistisk flygupplevelse. FSX har även att nya texturer och fler detaljer i flygplan och landskap.

#### Flight Simulator 2020
Microsoft Flight Simulator 2020 är den elfte och senaste versionen i Flight Simulator-serien. Den är mer grafikkrävande än de tidigare versionerna. Den innehåller ny teknik med hjälp av Microsofts molndataprogram Azure, med högupplösta bilder av satellitdata av marken för en mer realistisk flygupplevelse. 2020 års version har därmed också nya texturer och nya flygplan och landskap. Den kommer i tre utgåvor: Standard Edition, Deluxe Edition och Premium Deluxe Edition.
Simulatorn lanserades för Windows 10 och XBOX den 18 augusti.

## Tillägg och specialanpassningar
Flight Simulator drar nytta av en struktur som tillåter användarna att modifiera nästan varje aspekt av spelets innehåll. Filtyperna ingår i ett flertal kategorier, vilket låter modellerare redigera enskilda egenskaper med hög grad av flexibilitet. Till exempel består spelets flygfarkoster av sex olika delar:
- Filen aircraft.cfg som är en "paketeringsfil" vilken binder ihop samtliga andra filer som ett visst flygplan består av. Denna fil är en vanlig ascii-textfil som redigeras med ett textredigeringsprogrogram som till exempel Anteckningar i Windows.
  - Modellen, som är en tredimensionell modell i CAD-utförande av flygplanets exteriör och virtuella cockpit (om sådan finnes).
  - Ytorna (eng. textures), bitmap-bilder vilka spelet lägger ut ovanpå modellen. Dessa kan enkelt ändras (vilket kallas repainting) så att en viss modell kan anta varje tänkbart utseende, verkligt eller fiktivt.
  - Ljuden, vilka bokstavligen återger hur flygplanet låter. Detta bestäms av de WAV-filer som ingår i planets ljuduppsättning (eng. sound set).
  - Panelen, en återgivning av flygplanets cockpit. Denna innehåller en eller flera bitmappsbilder av cockpiten, instrumentfiler och oftast en egen uppsättning ljud.
  - FDE-filen eller Flight Dynamics Engine. Denna består av the airfile, en *.air-fil vilken innehåller hundratals parametrar vilka definierar flygplanets flygkarakteristika.

Enskilda egenskaper kan redigeras, till exempel cockpitens utformning och utseende, flygplanens tredimensionella modellering och ytor samt deras flygegenskaper, landskapets modellering och ytor, ofta med lättanvända program eller helt enkelt i ett textredigeringsprogram som Notepad (Anteckningar i svenska Windows). Hängivna flygsimulanter har dragit fördel av Flight Simulators stora möjligheter till utvidgning genom att bygga ihop programmet med hemmakonstruerad hårdvara, varav vilka gränsar till komplexiteten hos kommersiella, fullt rörliga flygsimulatorer.
Ett stort antal webbplatser ägnas åt att förse användarna med tilläggsfiler (såsom flygplan från verkliga flygbolag, nyttofordon vid flygplatser, verkliga byggnader i specificerade städer, förbättrade landskap med mera. Den rikliga förekomsten via internet av kostnadsfria tilläggsfiler för simulatorn har uppmuntrat framväxten av ett stort antal livliga communities i form av nätverk av designgruppers/entusiasters elektroniska anslagstavlor, multi-playerflygning online och "virtuella flygbolag". Internets stora tillgänglighet har även lett till enkel distribution av kommersiella tillägg till simulatorn, i och med att möjligheten att ladda ner filerna från internet innebär att distributionskostnaderna minimeras.
Det finns även gott om kommersiella tillägg. Tillverkare såsom PMDG, Flight1, LAGO och Phoenix Simulation Software (PSS) ger ut tillägg av detta slag. Landskapsförbättringar, flygplan, ljudpaket, verktyg och många andra slags program är tillgängliga kommersiellt. Kommersiella tillägg tenderar ofta att innehålla flera funktioner än sina kostnadsfria motsvarigheter, men avancerade funktioner är dock inte begränsade till kommersiella paket och ett flertal fria paket är välkända för att erbjuda samma funktionalitet och professionella kvalitet utan kostnad. Kommersiella flygplanspaket innehåller ofta en djupt detaljerad simulering av flygplanets alla system, virtuella cockpitar och kabiner mer "walk-around"-möjligheter (d.v.s. att användaren kan lämna planets cockpit och vandra runt i delar av eller hela flygplanets kabin), samt mycket realistiska 2D-paneler.

## Nätgemenskapens engagemang
En stor och livaktig community har vuxit fram kring Microsoft Flight Simulator, till dels beroende på den öppna strukturen som simulatorn är uppbyggd, vilket tillåter omfattande modifieringar. Det finns även många virtuella flygbolag, där entusiaster flyger sina uppdrag på samma sätt som piloter gör i riktiga flygbolag, samt världsomspännande nätverk för simulering av flygtrafik och flygledning, såsom VATSIM och IVAO.
För en kortfattad lista över nätgemenskapernas webbplatser, se Externa länkar nedan.